# (32870) 1993 FD27
1993 FD27 (asteroide 32870) é um asteroide da cintura principal. Possui uma excentricidade de 0.11859890 e uma inclinação de 1.14597º.
Este asteroide foi descoberto no dia 21 de março de 1993 por UESAC em La Silla.